# تری فنجوی
تری فنجوی (انگلیسی: Trey Fanjoy) یک کارگردان نماهنگ در موسیقی کانتری و  پاپ است. وی بیش از ۱۵۰ موزیک ویدئو را کارگردانی کرده‌است. آثار او از شبکه‌های CMT، وی‌اچ‌وان، GAC، The Nashville Network، CMT Canada و ام‌تی‌وی پخش شده‌است.

## جوایز
| سال  | جشنواره                                   | بخش نامزدشده             | هنرمند         | عنوان آهنگ                       | نتیجه    |
| ---- | ----------------------------------------- | ------------------------ | -------------- | -------------------------------- | -------- |
| ۲۰۰۳ | CMT Flameworthy Awards                    | ویدئو موفقیت‌آمیز سال     | Emerson Drive  | Fall into Me                     | نامزدشده |
| ۲۰۰۴ | Canadian Country Music Association Awards | CMT موزیک ویدئو سال      | Emerson Drive  | Last One Standing                | نامزدشده |
| ۲۰۰۶ | CMT Music Awards                          | ویدئو موفقیت‌آمیز سال     | میراندا لمبرت  | Kerosene                         | نامزدشده |
| ۲۰۰۶ | CMT Music Awards                          | ویدئو زن سال             | میراندا لمبرت  | Kerosene                         | نامزدشده |
| ۲۰۰۶ | CMT Music Awards                          | کارگردان موزیک ویدئو سال | میراندا لمبرت  | Kerosene                         | نامزدشده |
| ۲۰۰۶ | Academy of Country Music                  | موزیک ویدئو سال          | میراندا لمبرت  | Kerosene                         | نامزدشده |
| ۲۰۰۶ | Academy of Country Music                  | موزیک ویدئو سال          | Lee Ann Womack | I May Hate Myself in the Morning | نامزدشده |
| ۲۰۰۷ | CMT Music Awards                          | ویدئو موفقیت‌آمیز سال     | تیلور سوئیفت   | تیم مک‌گرا (ترانه)                | برنده    |
| ۲۰۰۷ | Academy of Country Music Awards           | موزیک ویدئو سال          | جرج استریت     | The Seashores of Old Mexico      | نامزدشده |
| ۲۰۰۸ | CMT Music Awards                          | ویدئو زن سال             | تیلور سوئیفت   | آهنگ ما (ترانه تیلور سوئیفت)     | برنده    |
| ۲۰۰۸ | CMT Music Awards                          | موزیک ویدئو سال          | تیلور سوئیفت   | آهنگ ما (ترانه تیلور سوئیفت)     | برنده    |
| ۲۰۰۸ | MTV Video Music Awards                    | بهترین هنرمند جدید       | تیلور سوئیفت   | اشک‌ها بر روی گیتارم              | نامزدشده |
| ۲۰۰۸ | Country Music Association Awards          | موزیک ویدئو سال          | الن جکسون      | Good Time                        | نامزدشده |
| ۲۰۰۸ | CMT Music Awards                          | کارگردان موزیک ویدئو سال | —              | —                                | نامزدشده |
| ۲۰۰۹ | CMT Music Awards                          | ویدئو زن سال             | تیلور سوئیفت   | داستان عشق (ترانه تیلور سوئیفت)  | برنده    |
| ۲۰۰۹ | CMT Music Awards                          | موزیک ویدئو سال          | تیلور سوئیفت   | داستان عشق (ترانه تیلور سوئیفت)  | برنده    |
| ۲۰۰۹ | CMT Music Awards                          | کارگردان موزیک ویدئو سال | —              | —                                | برنده    |
| ۲۰۰۹ | Country Music Association Awards          | موزیک ویدئو سال          | تیلور سوئیفت   | داستان عشق (ترانه تیلور سوئیفت)  | برنده    |